# Bruyères-sur-Oise
 Bruyères-sur-Oise  es una población y comuna francesa, en la región de Isla de Francia, departamento de Valle del Oise, en el distrito de Pontoise y cantón de Beaumont-sur-Oise.

## Demografía
| 670 | 962 | 1582 | 1546 | 3162 | 3391 |
| Para los censos de 1962 a 1999 la población legal corresponde a la población sin duplicidades (Fuente: INSEE [Consultar]) |     |      |      |      |      |